# Nearcha subcelata
Nearcha subcelata är en fjärilsart som beskrevs av Walker 1861. Nearcha subcelata ingår i släktet Nearcha och familjen mätare. Inga underarter finns listade i Catalogue of Life.